# Lycorina cornigera
Lycorina cornigera là một loài tò vò trong họ Ichneumonidae.